# Đặng Khánh Lâm
Đặng Khánh Lâm (sinh ngày 23 tháng 1 năm 1984) là một cầu thủ bóng đá người Việt Nam hiện đang là tiền vệ của Câu lạc bộ bóng đá Hải Phòng.

## Sự nghiệp
Anh tham gia thi đấu chuyên nghiệp từ năm 2004, với sở trường là thi đấu ở vị trí tiền vệ cánh. Anh chính là người đã ghi bàn đầu tiên cho Thể Công ở V-League 2008 trong trận mở màn gặp đương kim vô địch Bình Dương từ một cú sút xa. Trận này Thể Công thắng 1-0.
Cuối năm 2009, Bộ Quốc phòng quyết định xóa tên Thể Công. Thành phần chính của đội, gồm cả Đặng Khánh Lâm, được tỉnh Thanh Hóa tiếp nhận, trở thành nòng cốt của đội bóng đá Thanh Hóa. Mùa bóng 2011, anh rời Thanh Hóa về đầu quân cho Câu lạc bộ bóng đá Navibank Sài Gòn với áo thi đấu số 9.
Năm 2012 Naviban Sài Gòn được bán lại cho ông chủ của XMXT Sài Gòn. Sau trận tranh siêu cup Việt Nam 2012, anh bị ông chủ mới chấm dứt hợp đồng.
Mùa bóng 2013 anh quay lại đầu quân cho Thanh Hóa. Đến cuối năm 2014, Khánh Lâm ký hợp đồng về đá cho đội bóng đất cảng Hải Phòng

## Sự nghiệp quốc tế

### Ra sân đội tuyển quốc gia
| Năm  | Trận | Bàn |
| ---- | ---- | --- |
| 2015 | 2    | 0   |
| Tổng | 2    | 0   |

## Giải thưởng

### Câu lạc bộ
Cúp quốc gia
- Huy chương vàng (1): 2011 (Navibank Sài Gòn)
- Huy chương bạc (1): 2004 (Thể Công)

Siêu cup Việt Nam
- Huy chương bạc (2): 2011 (Navibank Sài Gòn); 2012 (XMXT Sài Gòn); 2014 (Hải Phòng)

Giải hạng nhất quốc gia
- Huy chương vàng (1): 2007 (Thể Công)

Cúp quân đội ASEAN
- Huy chương vàng (1): (Thể Công)